# Iselin Nybø
Iselin Nybø (Randaberg, 14 mei 1981) is een Noorse politica van de partij Venstre. Tussen 2018 en 2021 was zij minister in het kabinet-Solberg. 

## Biografie
Nybø groeide op in de provincie Rogaland in het westen van Noorwegen. Ze studeerde rechten aan de Universiteit van Bergen. Na haar studie werkte ze als advocaat met als specialisme fiscaal recht.
In 2010 werd zij voorzitter van de provinciale afdeling van Venstre in Rogaland. In 2012 werd ze lid van het hoofdbestuur van de partij.
Nybø was bij de verkiezingen in 2013 kandidaat in de provincie Rogaland en werd gekozen tot lid van de Storting. In 2017 verloor zij haar zetel. Toen Venstre in januari 2018 toetrad tot het kabinet-Solberg, werd Nybø benoemd tot minister voor Hoger Onderwijs. In januari 2020 verruilde ze haar ministerschap voor dat van Economische Zaken en behield die functie tot in oktober 2021 een nieuwe regering aantrad zonder Venstre.